# Детска смъртност
Детската смъртност е статистически показател за смъртност на деца.
Равнява се на броя починали деца на възраст до 1 година, отнесен към броя живородени деца за съответния период. Детската смъртност е сред величините, които обикновено се отчитат при оценяване на жизнения стандарт.
Най-честите причини за детската смъртност са пневмонията, дехидратацията в резултат на диария, недохранването, маларията, различни вродени заболявания.